# Olduvai kultúra

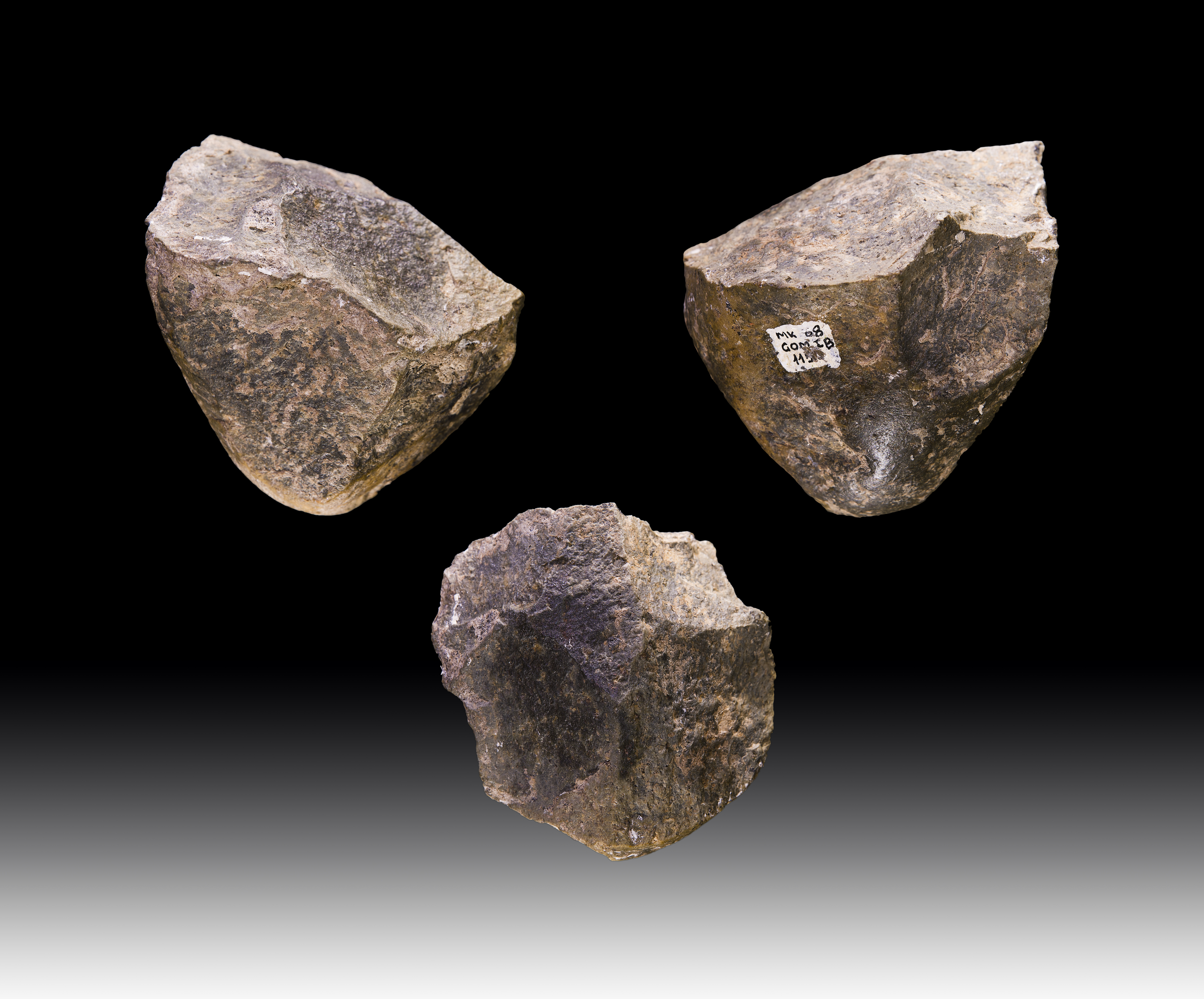
Olduvai típusú eszközök

Az olduvai-ipar (gyakori nevén olduwan-kultúra) a paleolitikum első szakaszának, a korai emberek eszközkészítő tevékenységének összefoglaló neve. A tanzániai Olduvai-szurdok környékén talált leletek alapján nevezték el, de az olduvai-ipar jóval nagyobb területen elterjedt, mint a névadó földrajzi egység.
Az irodalom nem egységes az olduvan-ipar és az acheuli-ipar megkülönböztetését illetően. Körülbelül 2,6 millió évesek az olduvan-ipar első leletei, félmillió évvel ezelőtt ért véget, miközben jó másfél millió éve már az acheuli-ipar jellegzetes mikrolit eszközei is megjelentek. Fa- vagy csonteszközökről nem tudunk, de ezen anyagok romlandó jellege miatt nem lehet biztosan állítani, hogy csak kőeszközök léteztek.

## Jellemzői
Az ipar első előállítói – a legelterjedtebb nézet szerint – a Homo habilis egyedei voltak, míg az acheulit a Homo erectusok alkalmazták. A két faj vélhetően sokáig élt egymás mellett. Ebben az időszakban az agytérfogat növekedése elképesztően gyors, az eszközkészítésben mégis határozott technikai konzervativizmus uralkodott. Jellegzetes példája ennek a Turkana-tó nyugati partjának két eszközkultúrája, az olduvai és acheuli. A két ipar legalább félmillió éven át létezett egymás mellett, egymástól látótávolságnyira. Az olduvai-kultúra mégsem változott egy szemernyit sem - a lehető legdurvábban megmunkált chopperek (kaparók és marokkövek) ipara semmit sem vett át az acheuli-ipar gondosan megmunkált eszközeiből. Egészében úgy tűnik, hogy a kőeszközkészítés technológiai újdonságai hullámokban terjedtek, mint a divat. A Homo genus anatómiájában is hasonló képet mutat: viszonylag kis területen egymástól jelentősen eltérő testalkatú, kinézetű emberek laktak egy időben. Ezen elképzelést jelenleg a fajképződésről alkotott evolúciós modelljeink megkérdőjelezik, mivel a habilisok és erectusok faji elkülönülése lényeges földrajzi akadály híján nehezen mehetett volna végbe. Ezért ma már felvetült az a nézet is, hogy a habilis faj nem leszármazottja, hanem fajtestvére a rudolfensis fajnak, és a belőle kialakult ergaster fajnak. Ezen elképzelés szerint a habilisok leszármazott nélkül kihalt fejlődési oldalágat képviselnek.
Az eszköztárat alkalmazó faj azért kérdéses, mert egyfelől az olduvai ipar nagyon hosszú időn keresztül létezett, másfelől csontleletek ritkán hozhatók összefüggésbe a szerszámot használókkal. Az olduvai ipar kezdetén még a Homo rudolfensis létezett, ezek azonban nagyjából 1,7 millió éve átadták helyüket a tőlük származtatható Homo ergasternek. Az 1,8-1,6 millió éves intervallumban azonban a Homo habilis is létezett ugyanazon a területen.
Jellemző termékei a chopper, kaparók, hasítók és marokkövek (szakóca). Az eszköztár kizárólag élelmiszer-feldolgozásra szolgál, egyetlen vadászeszköz sincs köztük. A choppereket egyszerű pattintással hozták létre, a kődarab egyik oldalát egyszerűen megtörték, és a törésfelületen kialakuló élt használták fel. A kétoldalt pattintott marokkövek nagyobb kézügyességet igényeltek.

## Térbeli elterjedése
Az olduvai jellegű eszköztár Afrika legdélebbi részéről (Taung) és legészakibb vidékéről (Wadi Saura), kelet-nyugati irányban pedig az Atlasz-hegységtől az Afar-háromszögig terjed. Az ismert lelőhelyek alapján egyelőre nem eldönthető kérdés, hogy az olduvai eszközöket használó populáció elterjedt-e egész Afrikában, és csak az erdőterületek nehéz kutatási feltételei miatt nem találtak eddig a trópusi dzsungelekben ilyent, vagy ezek az emberfélék a szavannákon, ligetes, bozótos területeken mozogtak.

### Kelet-Afrika
A kelet-afrikai árok környéke az egyik legnagyobb góc. Errefelé a terep dombos, ligeterdős és bokros szavanna. A több millió éves homokrétegeket gyakran törik át lávafolyások. A kelet-afrikai árok északi végében a mai Etiópia területén helyezkedik el az Afar-háromszög (vagy Afar-medence). Itt 4-2,5 millió évvel ezelőtt nagy tó helyezkedett el. E tó partján került elő az Australopithecus afarensis első példánya Donald Johanson ásatása alkalmával. Ez a csontváz kapta a Lucy nevet, bár azóta inkább hímnek gondolják, mint nősténynek. További Australopithecus leletek mellett Homo erectus és Homo habilis maradványokat is találtak ezen a területen.
A Turkana-tó környékén 2,5-1,8 millió éves csontok kerültek elő, amelyeket eredetileg Homo habilisként soroltak be, de ma már leggyakrabban Homo rudolfensis fajként említik (a Turkana-tó korábbi neve Rudolf-tó volt). Legfontosabb lelőhelyei a Koobi Fora és Karari.
A Viktória-tó környékén Kanjera mellett több ezer kőtárgy mellett rengeteg állati maradvány is előkerült.
Tanzániában az Olduvai-szurdok volt e kultúra névadója, mert innen írták le legkorábban az eszköztípust. A közeli Peninjben találta Richard Leakey a Paranthropus robustus típuspéldányát.

### Dél-Afrika
Afrika déli csücskéhez közel, Taungban már Raymond Dart leírta a taungi gyermek nevű leletet, amely az australopithecusok típuspéldánya lett. Dart itt alkotta meg a csont-fog-szarv kultúra fogalmát (osteodontoceratikus). Egymáshoz közel helyezkednek el Sterkfontein, Swartkrans és Kromdraai lelőhelyek.

### Észak-Afrika
Észak-Afrika az olduvai ipar korában szavannás terület volt. A Szahara sok olduvai jellegű lelettel szolgált, sőt az acheuli kultúra és az olduvai váltása is megfigyelhető. Marokkó és Algéria a leggazdagabb leletekben.